# Adobe Fireworks
Adobe Fireworks (dawniej Macromedia Fireworks) – edytor grafiki wektorowej i rastrowej stworzony przez firmę Macromedia, a po jej wykupieniu przez firmę Adobe Systems rozwijany przez Adobe Systems, przeznaczony przede wszystkim dla projektantów witryn internetowych; charakterystyczną cechą programu jest ścisła współpraca z innymi aplikacjami firmy, jak Dreamweaver czy Flash – Fireworks jest częścią pakietu graficznego Creative Suite. 6 maja 2013 roku Adobe podjęło decyzję o zaprzestaniu rozwoju programu, ponieważ ma funkcjonalność taką jak Adobe Photoshop, Adobe Illustrator i Adobe Edge.